# NGC 1489
NGC 1489 je galaksija u zviježđu Eridan.

## Vanjske poveznice
- SEDS: NGC 1489